# Drosophila huayla
Drosophila huayla är en tvåvingeart som beskrevs av Pilar, Pilares och Vasquez 1988. Drosophila huayla ingår i släktet Drosophila och familjen daggflugor.
Artens utbredningsområde är Peru.